# Ruby Cruz
Ruby Cruz (* 31. März 2000 in Los Angeles) ist eine US-amerikanische Schauspielerin.

## Leben
Ruby Cruz wuchs in New Jersey auf. Ab 2018 hatte sie Auftritte in verschiedenen Kurzfilmen, beispielsweise in The Jump von Carla Dauden als Luna. 2019 war sie in der zweiten Staffel der Serie Castle Rock des Streaminganbieters Hulu in Rückblicken als jüngere Annie Wilkes zu sehen, während diese Rolle im höheren Alter von Lizzy Caplan gespielt wurde. Im Folgejahr hatte sie als Amanda Webster eine Episodenrolle in der Folge Die bittere Wahrheit der CBS-Serie Blue Bloods – Crime Scene New York. In der Miniserie Mare of Easttown mit Kate Winslet verkörperte sie 2021 die Rolle der Jess Riley.
In der ab Ende November 2022 auf Disney+ veröffentlichten Serie Willow, der Serienfortsetzung des gleichnamigen Fantasyfilms aus dem Jahr 1988, übernahm sie als Prinzessin Kit Tanthalos eine Hauptrolle. In der deutschsprachigen Fassung wurde sie von Derya Flechtner synchronisiert. Außerdem stand sie 2022 für Dreharbeiten zum Film Bottoms von Emma Seligman vor der Kamera.

## Filmografie (Auswahl)
- 2018: Aging Out (Kurzfilm)
- 2018: The Jump (Kurzfilm)
- 2019: Spin (Kurzfilm)
- 2019: Castle Rock (Fernsehserie)
- 2020: Blue Bloods – Crime Scene New York – Die bittere Wahrheit (Blue Bloods, Fernsehserie)
- 2020: God is a Lobster (Kurzfilm)
- 2021: Mare of Easttown (Mini-Serie)
- 2022–2023: Willow (Fernsehserie)
- 2024: What Would Jesus Do? (Kurzfilm)
- 2024–2025: The Sex Lives of College Girls (Fernsehserie)
- 2023: Bottoms
- 2025: By Design
- 2025: The Threesome
- 2025: Jean (Kurzfilm)